# Мотуз Сергій Миколайович
Сергій Миколайович Мотуз (нар. 20 липня 1957 — пом. 2000, Гранд-Кейс, Франція) — радянський футболіст, захисник та півзахисник.

## Кар'єра гравця
Сергій Мотуз народився 20 липня 1957 року. Футбольну кар'єру розпочав у дніпропетровському «Дніпрі». З 1975 по 1976 роки виступав за дубль дніпрян, відзначився одним голом. За основну команду дніпропетровців дебютував 1 липня 1977 року в програному (1:5) виїзному поєдинку 12-го туру вищої ліги чемпіонату СРСР проти тбіліського «Динамо». Сергій вийшов на поле на 63-й хвилині, замінивши Романа Шнейдермана. Того ж сезону Мотуз виступав за дублюючий склад, за який відзначився 9-ма голами. З 1978 року почав підпускатися до основи дніпропетровського клубу. Дебютним голом у складі дніпрян відзначився 27 квітня 1978 року на 68-й хвилині програного (1:2) виїзного поєдинку 4-го туру вищої ліги чемпіонату СРСР проти донецького «Шахтаря». Сергій вийшов у стартовому складі та відіграв увесь матч. У футболці дніпропетровського «Дніпра» в чемпіонатах СРСР зіграв 139 матчів та відзначився 3-ма голами, ще 12 матчів провів у кубку СРСР. У 1982 році також захищав кольори нікопольського «Колоса», який виступав у першій союзній лізі. Дебютував за нікопольський клуб 22 жовтня 1982 року в нічийному (0:0) виїзному поєдинку 41-го туру проти СКА з Ростову-на-Дону. Мотуз вийшов у стартовому складі та відіграв увесь матч. Єдиним голом у складі нікопольської команди відзначився 1 листопада 1982 року на 83-й хвилині нічийного (1:1) домашнього поєдинку 43-го туру проти вільнюського «Жальгіріса». Мотуз вийшов у стартовому складі та відіграв увесь матч. У нікопольській команді зіграв 4 матчі, відзначився 1 голом.
У 1983 році перейшов до харківського «Металіста». Дебютував у футболці харків'ян 26 березня 1983 року в переможному (2:1) виїзному поєдинку 1-го туру вищої ліги чемпіонату СРСР проти кутаїського «Торпедо». Сергій вийшов на поле на 82-й хвилині, замінивши автора одного із забитих м'ячів, Володимира Лінке. Дебютним голом у футболці харківського клубу відзначився 11 червня 1983 року на 53-й хвилині переможного поєдинку 13-го туру вищої ліги чемпіонату України проти московського «Динамо». Мотуз вийшов на поле на 46-й хвилині, замінивши Олександра Косолапова. У складі «Металіста» в чемпіонатах СРСР зіграв 74 матчі та відзначився 9-ма голами, ще 4 поєдинки провів у кубку СРСР.
У 1986 році перейшов до складу друголігового криворізького «Кривбасу». До Кривого Рогу Сергій перейшов уже з досвідом виступів на найвищому рівні в складі «Дніпра» та «Металіста». На початку сезону 1989 року в поєдинку проти тернопільської «Ниви» відзначився 4 забитими м'ячами. Після цього почав «святкувати» й керівництво клубу відрахувало з команди гравця з формулюванням «за порушення спортивного режиму». У 1990 році Сергій спробував повернутися до футболу, зігравши п'ять матчів у складі криворіжців, які на той час виступали в Другій нижчій лізі. Але демонстрував вже не таку впевнену гру, тому по завершенні сезону вирішив закінчити футбольну кар'єру. Протягом свого перебування в «Кривбасі» в чемпіонатах СРСР зіграв 127 матчів та відзначився 31-м голом, ще 2 матчі (1 гол) провів у кубку СРСР.

## Стиль гри
|  | Все було при ньому: світла футбольна голова, техніка володіння м'ячем (пас, удари з будь-яких положень). За своєю суттю був в команді лідером, до цього зобов'язувало і положення диспетчера, і його чисто людська сутність. |

.